# Кокорев, Иван Тимофеевич
Иван Тимофеевич Кокорев (18 сентября 1825, Зарайск Зарайского уезда Рязанской губернии — 26 июня 1853, Москва) — русский прозаик, очеркист. Известный бытописатель Москвы.

## Биография
Из крепостных-вольноотпущенных. В двухлетнем возрасте был привезен в Москву к старшему брату Николаю, занимавшемуся иконописанием. В 1834 году Кокорев поступил в Адриановское приходское училище, а потом в 3-е уездное училище.
Продолжил учёбу во 2-й московской гимназии, которую не окончил из-за недостатка средств. С 1841 года И. Кокорев при содействии М. Н. Загоскина начал помещать небольшие статьи и рассказы в «Живописном Обозрении». В 1845 году занимался приведением в порядок разных исторических документов у А. Д. Черткова.
Внимание публики обратил лишь с 1849 года, когда началось его постоянное, длившееся до конца жизни, сотрудничество с журналом «Москвитянин», а затем — «Ведомостями Московской Городской Полиции». В 1850 году он входил в «молодую редакцию» «Москвитянина», руководил отделом «Внутреннее обозрение», где помещал очерки о Москве в духе натуральной школы. Особенностью их являлось изображение людей «низших профессий» — извозчиков, пильщиков, кухарок, половых в трактирах и пр. Обладая острой наблюдательностью, изучив быт московских улиц, Кокорев правдиво изображал народные нравы, жизнь низов, городскую нищету.
Умер в госпитале, от жестокой нервной горячки.

## Творчество
В 1852 году появились одни из лучших произведений писателя: рассказ — «Саввушка», высоко оцененный И. С. Тургеневым и Ап. Григорьевым, и очерк — «Кухарка». В них особенно ярко выразился несомненный талант И. Кокорева — искренняя любовь к обездоленному бедняку и горячее стремление к правде и добру. Его рассказы и очерки написаны прекрасным языком, без подделки под народную речь, и хотя незамысловаты по концепции, а кое-где — сентиментальны, но, в общем, дают замечательно верную картину народного и мещанского быта Москвы 2-й половины 1840-х годов. Для своего времени прямо выхваченные из жизни типы И. Кокорева были совершенной новостью и справедливо обратили на себя внимание критики.
Наиболее знаменит И. Т. Кокорев своей книгой очерков «Москва сороковых годов». Творчеству И. Т. Кокорева был присущ, так называемый, московский патриотизм. Очерки и зарисовки быта Москвы преимущественно 2-й половины 1840-х годов составили самую значительную часть его наследия: «Кухарка», «Старьёвщик», «Чай в Москве», «Ярославцы в Москве», «Извозчики — лихачи и ваньки» и др. В рассказах из предполагавшегося цикла «Русское сердце» («Дядя Тимофей», «Отцовский долг» и др., 1849—1850) Кокорев стремился показать «светлую сторону нашей жизни».
В своих очерках из народного быта неизменно выступал против введения иностранных слов и привычки внешних примет западной образованности, губительных для русского человека, ведущих к исчезновению «русского духа», русских обычаев и «старины».
О нём в статье «Взгляд на русскую литературу в 1852 г.» писал Ап. Григорьев, а после смерти И. Кокорева, когда были изданы его «Очерки и рассказы» (М., 1858), им посвятил сочувственную статью Н. А. Добролюбов.

Кокорев не имел меценатов: ему никто не протягивал руки помощи. В поте лица покупал он хлеб себе и семейству. Он работал чаще по заказу, чем по вдохновению, чтобы только обеспечить существование отца, матери, брата. Кого обвинять? Мы не посмеем произносить никому укора. «Дитя не плачет, мать не разумеет». Его старались ввести в круг людей с весом, положение его, без всякого сомнения, улучшилось бы, но он держался мудрого правила: pour vivre heureux, vivons cache!  (Чтобы жить счастливо, надо прятаться). Я не слыхал от него никогда ропота, жалобы на горький жребий, казалось, он был доволен своей судьбой, принимал вид веселого, беззаботного, а между тем преждевременно согбенный стан, быстрая, отрывистая речь доказывали в высшей степени развивавшуюся деятельность нервной системы, результат внутренней борьбы, упорной, но сосредоточенной!..
— Н. А. Добролюбов. Очерки и рассказы И. Т. Кокорева. Москва. 1858 г.
Добролюбов в статье о Кокореве отмечал: 

…свежая, поэтическая натура, на что растрачивался этот оригинальный талант!
После смерти писателя все его произведения были напечатаны отдельной книгой в 3-х частях, под заглавием: Собрание сочинений И. Т. Кокорева. «Очерки и рассказы» (М. 1858), включающей до 20 отдельных рассказов и очерков и довольно значительное количество небольших статей, отзывов о книгах и заметок. В «Русской Газете» за 1859 год, в № 5 появилось его «Письмо к М. П. Погодину» об учреждении в Москве публичной библиотеки.
Очерки и рассказы
- Самовар
- Извозчики – лихачи и ваньки
- Мелкая промышленность в Москве
- Публикации и вывески
- Русское сердце (дядя Тимофей)
- Чужое добро
- Отцовский долг
- Чай в Москве
- Саввушка
- Сборное воскресенье
- Кулаки и барышники
- Сибирка
- Старьёвщик
- Ярославцы в Москве
- Московские рынки
- Мое почтение
- Фомин понедельник

Смесь
- Публикации Парижские и Московские
- Прогресс цивилизации и индустрии
- Два важных изобретения
- Натуральные журналы
- Механические пиявки
- Киевская редкость
- Компендиум Русской словесности
- Химическая вода Г. Лоба. Искусственные зубы. Оператор для Ростовцев
- Чудеса иголки
- Воззвание к крысоистребителям
- Нет более холода в комнатах
- Литературная утрата
- Пчелиный разговор
- Пальто
- Книжная торговля
- Микроскопическая литература
- Замоскворецкие новости
- Мужик-полька
- Искусственная рыба
- Полька в Пруссии
- Новый танец
- Мелочи: Правила, искусства и способы приобретать деньги и счастье в жизни. Почесть живописцу Г. Скотинина. Влияние браманизма или гуманность. Лондонская выставка. Афросинья полька и варёная патока с инбирем. Английский клон Непременный механический контролер. Литературы надгробная и чайная. Букет для Г. Самойлова. Китай на выставке. Табак по поводу процесса Бокарме
- Славянская мода
- От часу не легче
- Курские загадки
- Детские приданые
- Блумеризм
- Некролог – Мехика
- Советы по делам литературным
- Случай познакомиться с давно вышедшею книгою: История Государства Российского
- Ванька-танька полька
- Сутки Петербургского путешественника в Москве
- Значение розы
- Цветок мухолов
- Мода на цветы
- Налоги
- Мазь от падения волос
- О Лисице
- Лоскут бумаги
- Теория правописания. Русский язык в Японии. Механическая рояль. Электро-магнетическое фортепьяно. Кофепаропроизводство. Подделка под вдову Клико
- Горы в Купеческом Собрании
- Новая Мужик-полька
- Прогресс в благотворительности
- Ученый парикмахер
- Мелочи: Модные журналы, гадания о ногах и глазах. блокада Костромы
- Странности некоторых известных людей
- Проклятые и казённые сочинения
- Важная новость для сахароваров
- Услуга в дружбе вещь святая
- Читайте
- Искусство наживать деньги
- Сколько лет сколько зим, или Петербургские времена
- 1 000 000. Водевиль в 1 действии
- Бандиты. Роман Поля Феваля
- Русский Парнас
- Волшебная мастерская Иоанна Фауста
- Девицы Ленорман Хиромантия
- Краткий в стихах очерк С.-Петербурга
- Стряпуха, или опытная кухарка
- Битва Русских с Кабардинцами
- Магазин всех увеселений
- Хиромантия и гороскоп
- Карманная поваренная книга
- Таблица для вычисления четырёх процентного приращения капиталов от одной копейки до 9 000 000 000 000 руб. на сто лет
- Непродолжительность любви. Роман Поль-де-Кока
- Бабушка-Ворожея
- Новые гадательные картинки девицы Ленорман
- Новейшая поваренная книга
- Краткое географическое-статистическое описание
- Ещё нечто об искусстве наживать деньги
- Сара или гнусная измена дружбы и смерть несчастных любовников
- Прогулка по пассажу
- Современные тайны женского туалета
- Советы молодым дамам и девицам
- Восточный планетный оракул
- История красной площади
- Для чего женится человек
- Полная хозяйственная книга
- Карманная поваренная книга
- Приключения Пони Эмского осла
- Стихотворения девицы Е. С.
- Повести и рассказы для детей
- Жизнь пережить не поле перейти
- Альманах гастрономов
- Собрание слов, в которых употребляется ҍ
- Вспомогательные таблицы для исчисления процентов, по 4 на 100
- Свадьба, комедия-водевиль
- Новый способ истребления клопов и проч.
- Искусство, не учась живописи, быть живописцем
- Французская домашняя кухня
- Русская азбука
- Ваза
- Польский цветок

Планы рассказов и очерков и разные отрывки,
найденные по смерти автора в его бумагах
- План и отрывки очерков Москвы. – Кремль. – Улицы. – Иван Сергеев Попытко, Григорий Васильев Долбиновский. – Барышня. – Петушиный бой.
- Планы и отрывки рассказов
- Грамматические заметки. – Замена иностранных слов русскими. – Новые слова.

## Избранные сочинения
- Очерки Москвы сороковых годов (М.; Л., 1932);
- Москва сороковых годов. Очерки и повести о Москве XIX в. (М., 1959; Соч. М.; Л., 1959);
- Публикации и вывески // Очерки московской жизни. (М., 1962) и др.